# 只有傻瓜和馬
只有傻瓜和馬（Only Fools and Horses）是英國的一部電視情景喜劇，由約翰·蘇利文製作編劇，共製作播出了七季。該節目在1981年至1991年在BBC One播出，並在2003年圣诞节播出了特別篇，現在仍在UKTV重播。故事舞台是倫敦東南的佩卡姆。節目取得了很高的收視率，並且獲得了多項大獎。2004年，該劇被選為英國最佳情景喜劇。

## 外部連結
- 在BBC Programmes了解《只有傻瓜和馬》（英文）

- 英国喜剧向导网站上的《只有傻瓜和馬》（英文）
- Only Fools and Horses （页面存档备份，存于） at Facebook
- Only Fools and Horses at UKTV Gold
- 《Only Fools and Horses》 ，BFI的Screenonline
- 互联网电影数据库（IMDb）上《Only Fools and Horses》的资料（英文）
- Only Fools and Horses （页面存档备份，存于） at British TV Comedy Guide
- Only Fools and Horses Appreciation Society （页面存档备份，存于）
- Audio interviews with the cast, and photos from an Only Fools and Horses Day in Swindon in 2004 （页面存档备份，存于） at ***BBC Wiltshire（页面存档备份，存于）
- Filming locations from Only Fools and Horses （页面存档备份，存于）